# Pavillons d'octroi de Tours
Les pavillons d'octroi sont quatre édicules situés en bord de Loire, place Choiseul à Tours, dans le département d'Indre-et-Loire (France).
Construits en blocs de tuffeau vers la fin du XVIIIe siècle aux portes nord de la ville où est perçu l'octroi, ils sont désaffectés en 1930 quand cet impôt indirect est supprimé à Tours. Ils sont classés comme monuments historiques en 1951 et l'un d'eux est reconverti en galerie d'art.

## Localisation

Les pavillons place Choiseul.

Les pavillons sont installés sur la place Choiseul (rive droite de la Loire à l'extrémité du pont Wilson) et constituent, au moment de leur construction, la barrière de la Tranchée pourvue de trois accès à la limite nord de la commune de Tours.
Deux d'entre eux (nord-ouest et nord-est) sont disposés de part et d'autre de l'avenue de la Tranchée. Le pavillon occidental est établi en bordure du quai de Portillon. Le pavillon oriental, en regard du précédent, prend place en bordure du quai Paul-Bert.
Outre leur fonction administrative, les pavillons d'octroi de Tours sont des symboles politiques et économiques forts. Ils signalent de façon monumentale, par leur disposition et leur architecture, l'entrée nord de la ville sur cet axe devenu la principale voie urbaine,.

## Histoire

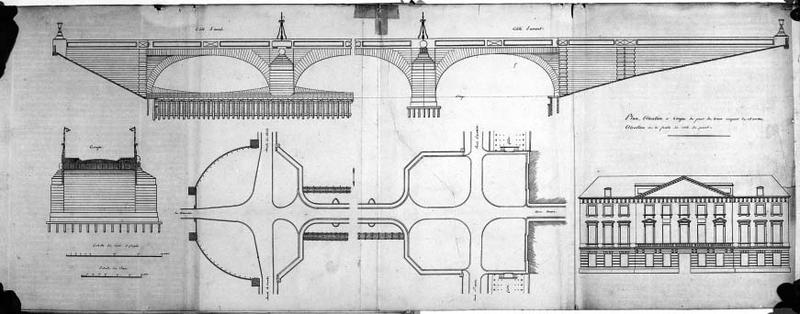
Plan de Bayeux, avec à gauche la place et les pavillons d'octroi.

Les quatre pavillons sont construits en 1779 sur des plans de Mathieu Bayeux après l'aménagement de la place Choiseul consécutive à la percée de la grande voie nord-sud (nouvelle route d'Espagne) en 1765 et à l'achèvement du pont Wilson, dont les plans sont dus au même Bayeux, en 1778 ; ils sont représentés sur un dessin daté de 1781. Ils restent en service jusqu'en 1930, année de démantèlement du service de l'octroi à Tours.
Les pavillons d'octroi de Tours sont classés comme monuments historiques par arrêté du 12 avril 1951 après qu'un précédent arrêté de protection par inscription (29 décembre 1927) a été annulé.
Ils sont restaurés en 2000. Le pavillon nord-ouest devient le siège social d'une association culturelle et le pavillon nord-est est transformé en galerie d'art par cette association mais les quatre bâtiments restent la propriété de la ville de Tours.

## Architecture
Le style Louis XVI des pavillons s'inspire des réalisations d'Ange-Jacques Gabriel ; les autres bureaux d'octroi de Tours édifiés jusqu'alors sont des cabanes en bois ultérieurement reconstruites en maçonnerie avec une architecture différente de ceux de la barrière de la Tranchée.
De forme identique sur un plan carré, ils présentent un rez-de-chaussée et un étage. La face de chaque pavillon tournée vers l'intérieur de la place est percée au rez-de-chaussée d'une porte alors qu'à la base du dôme un fronton courbe soutenu par des pilastres décore le bâtiment. Une fenêtre est ouverte du côté de l'ancienne grille d'octroi. Deux oculus, au dessus des ouvertures du rez-de-chaussée, éclairent l'étage. La pierre de taille (tuffeau) est l'unique matériau de construction pour les murs et le dôme qui couvre l'édifice.
Au moment de la construction, deux murs en arc de cercle limitant la place Choiseul relient deux à deux les pavillons ouest et nord-ouest d'une part, nord-est et est d'autre part ; ce dispositif ménage des points de contrôle au nord à l'entrée de l'avenue de la Tranchée et en bordure de Loire sur les quais en direction de Vouvray à l'est et Langeais à l'ouest. Seul le mur oriental subsiste. Il constitue la limite de propriété d'un établissement scolaire.

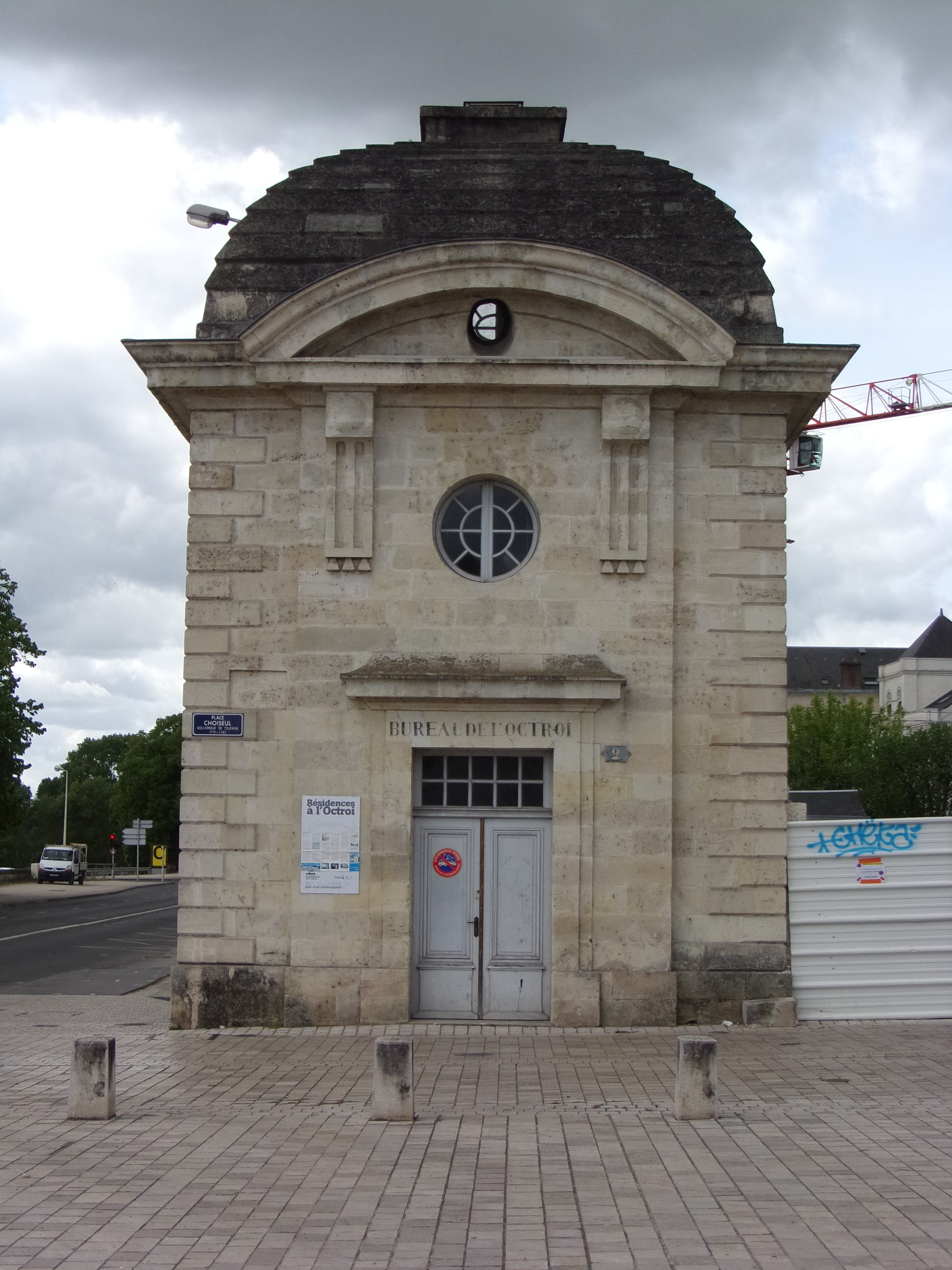
Pavillon ouest.
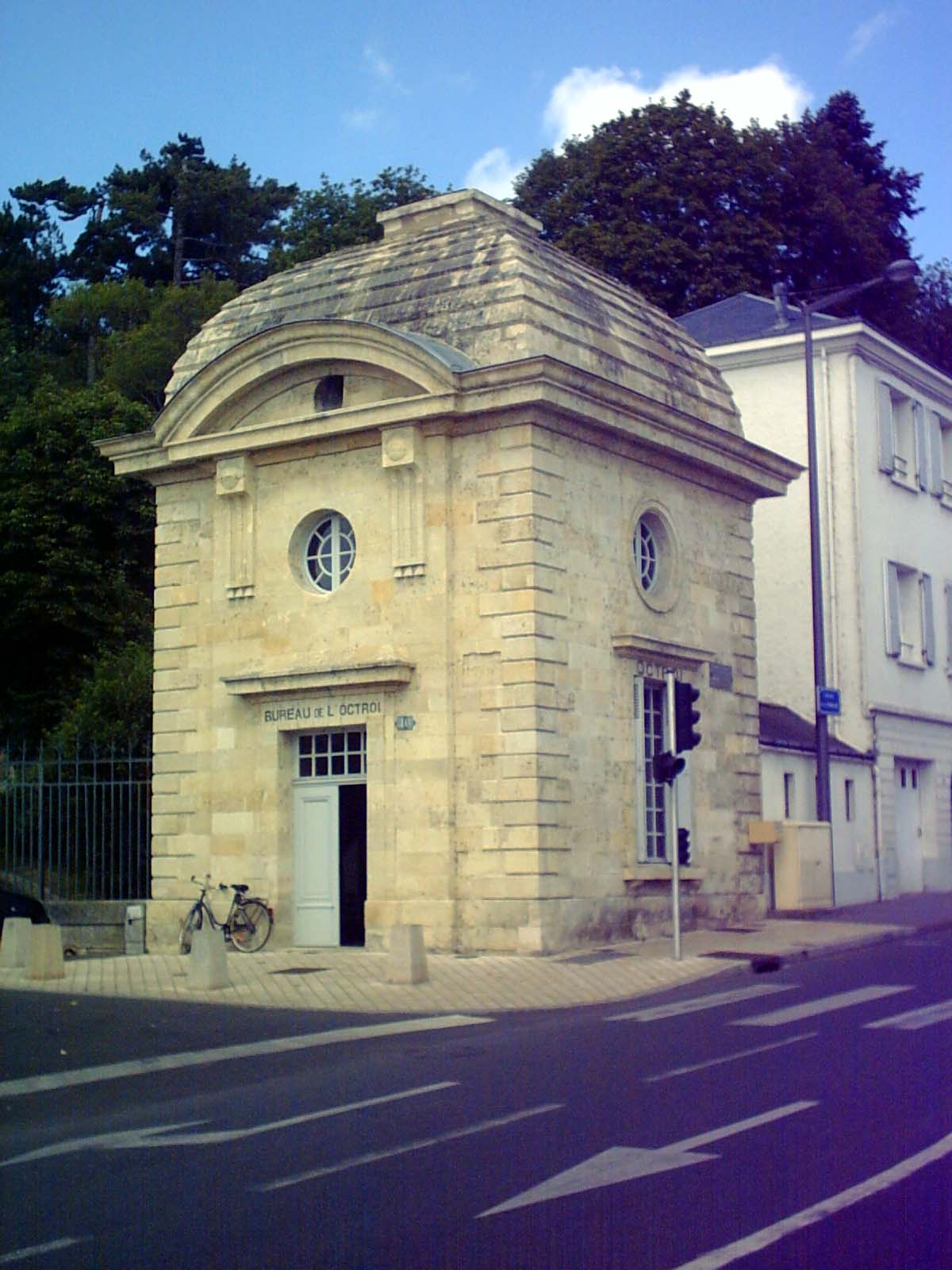
Pavillon nord-ouest.
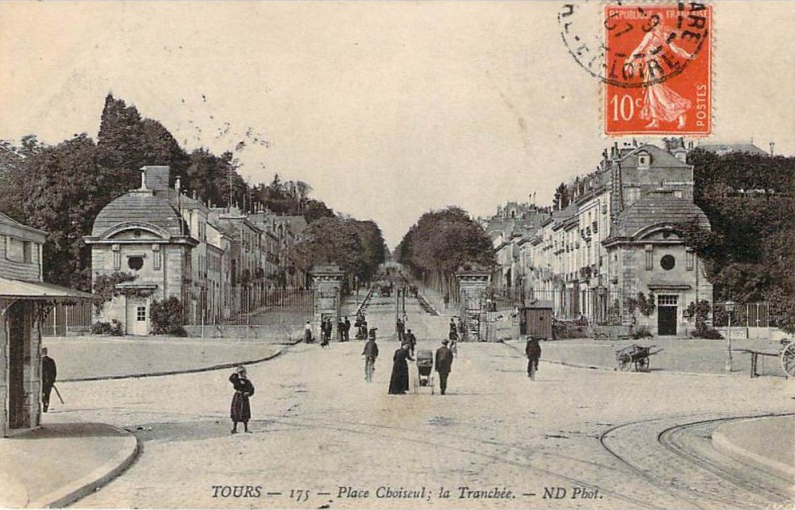
Pavillons nord-ouest et nord-est avec la barrière d'octroi.
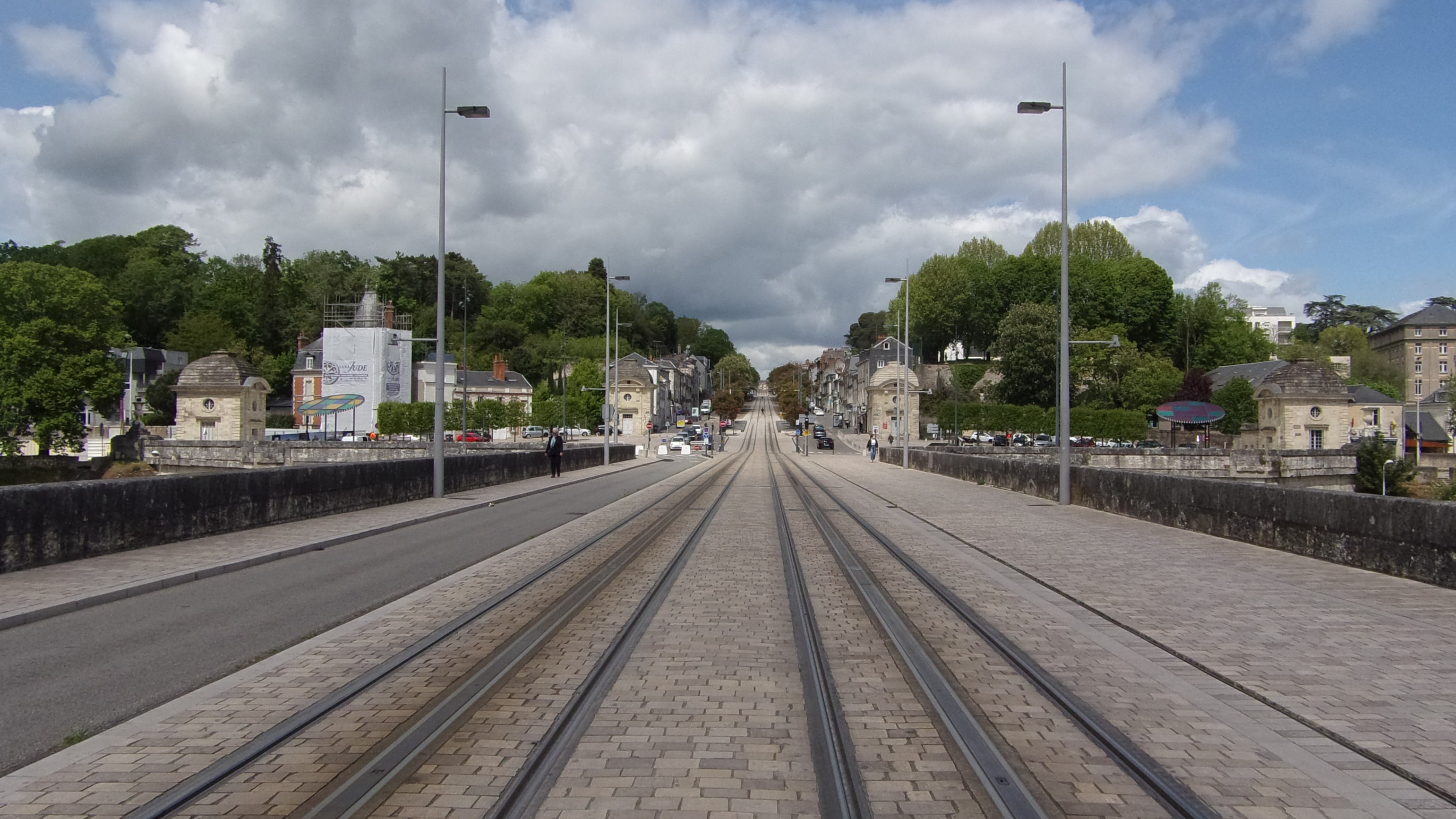
Vue générale de la place Choiseul avec les quatre pavillons.
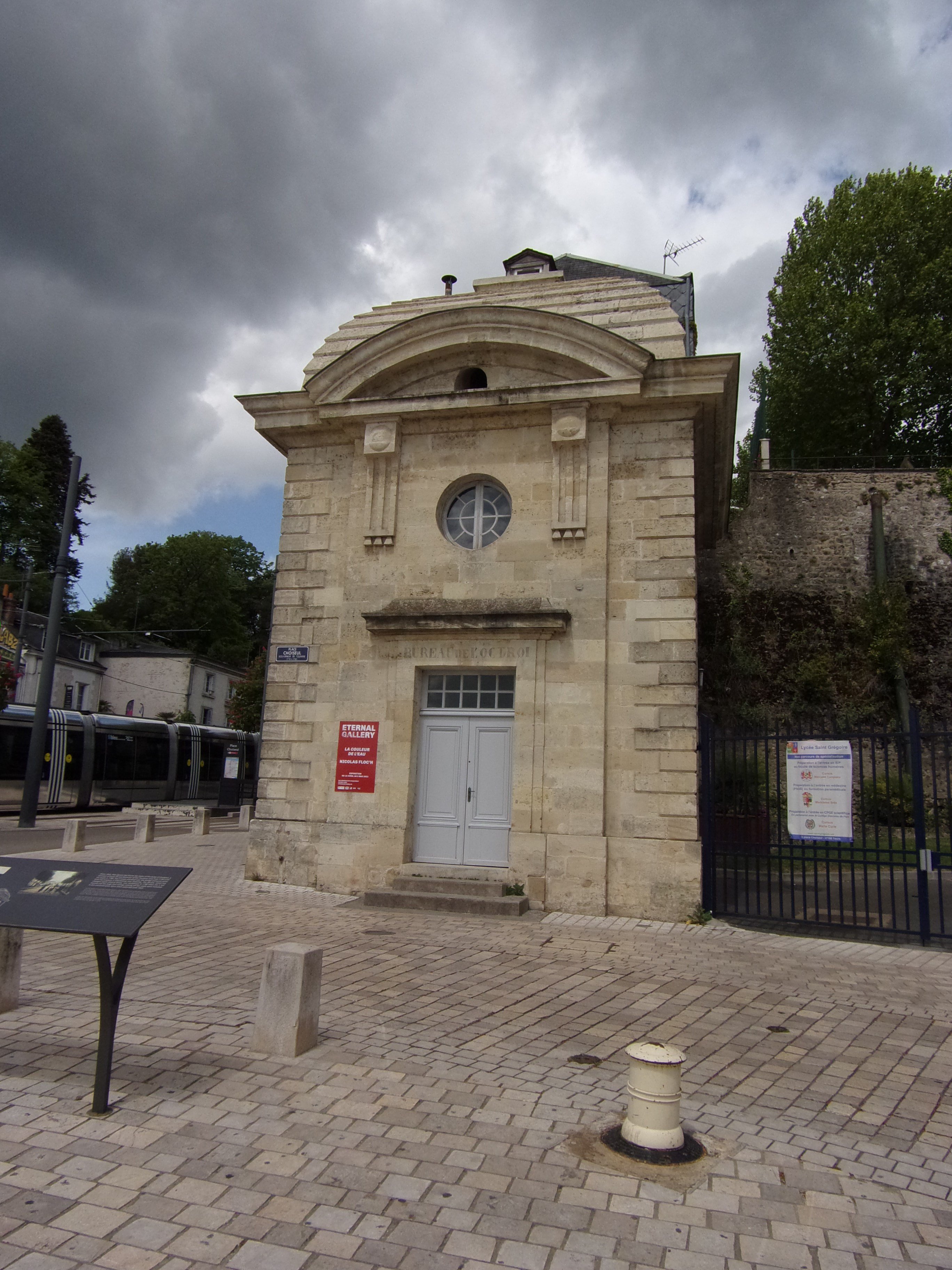
Pavillon nord-est.
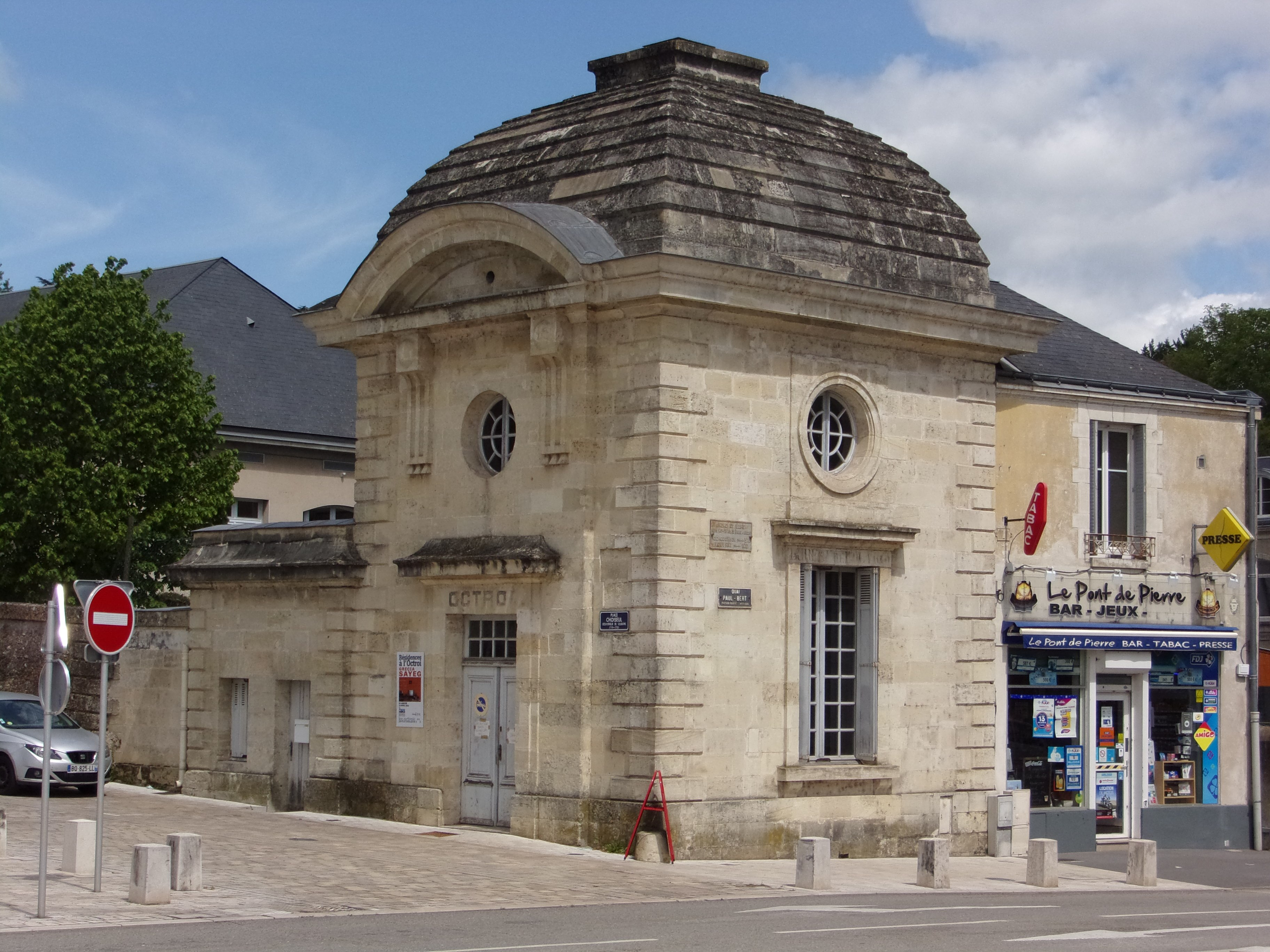
Pavillon est.

## Pour en savoir plus